# Первые Гарницы
Первые Гарницы — деревня в составе Великогубского сельского поселения Медвежьегорского района Республики Карелия.

## Общие сведения
Расположена на острове Большой Клименецкий в северной части Онежского озера.

## Население
| 2002 | 2010 | 2013 |
| ---- | ---- | ---- |
| 12   | ↘8   | →8   |